# 제44회 미국 감독 조합상
제44회 미국 감독 조합상은 1991년 뛰어난 활동을 보인 영화 감독을 기리기 위해 1992년 3월에 열린 시상식이다. 뉴욕, United Nations에서 개최되었다.

## 수상 및 후보

### 감독상(영화부문)
- 양들의 침묵 - 조나단 드미 수상

### 감독상(다큐멘터리부문)
- Barbara Kopple 수상

### 감독상(광고부문)
- James Gartner 수상

### 공로상
- 구로사와 아키라 수상

### 명예상
- Charles Champlin 수상

### 로버트 B. 알드리치 상
- Jack Shea 수상

### 프랭크린 J. 샤프너 상
- Marilyn Jacobs-Furey 수상